# Echemoides
Echemella es un género de arañas araneomorfas de la familia Gnaphosidae. Se encuentra en Sudamérica. 

## Lista de especies
Según The World Spider Catalog 12.0:
- Echemoides aguilari Platnick & Shadab, 1979
- Echemoides argentinus (Mello-Leitão, 1940)
- Echemoides balsa Platnick & Shadab, 1979
- Echemoides cekalovici Platnick, 1983
- Echemoides chilensis Platnick, 1983
- Echemoides gayi (Simon, 1904)
- Echemoides giganteus Mello-Leitão, 1938
- Echemoides illapel Platnick & Shadab, 1979
- Echemoides malleco Platnick & Shadab, 1979
- Echemoides mauryi Platnick & Shadab, 1979
- Echemoides penai Platnick & Shadab, 1979
- Echemoides penicillatus (Mello-Leitão, 1942)
- Echemoides rossi Platnick & Shadab, 1979
- Echemoides schlingeri Platnick & Shadab, 1979
- Echemoides tofo Platnick & Shadab, 1979